# Kore di Nikandre
La kore di Nikandre è una statua votiva greca di stile dedalico (altezza 180 cm; profondità 17 cm) scolpita in marmo di Nasso probabilmente da uno scultore del luogo ed eretta nel santuario di Artemide a Delo (Cicladi) intorno al 650 a.C. Ritrovata durante gli scavi del santuario nel 1878 è conservata nel Museo archeologico nazionale di Atene (inv. 1).

## Storia e descrizione
La datazione è stata assegnata in base allo stile e alla paleografia dell'epigrafe scolpita nella parte inferiore sinistra del peplo. Nel momento del ritrovamento la statua era divisa in due pezzi all'altezza della vita, entrambe le braccia erano spezzate vicino al gomito, lungo la stessa linea di rottura. L'avambraccio sinistro è mancante; porzioni di entrambe le mani sono conservate nei punti in cui sono aderenti ai fianchi.  La superficie presenta macchie e incrostazioni di colore variabile dal rosso bruno al grigio chiaro, ed è fortemente erosa e graffiata. L'iscrizione dedicatoria invece è bene conservata.
Di questa statua, la più antica in marmo a dimensioni naturali che ci sia pervenuta, fornisce alcune informazioni l'epigrafe a caratteri arcaici scolpita sulla statua stessa: la dedicataria è Nikandre «figlia di Deinodikes di Naxos, sorella di Deinomenes e moglie di Phraxos». Si pensa che Nikandre fosse stata una sacerdotessa di Artemide presso il santuario di Delo e che la statua sia stata dedicata nel momento del suo matrimonio, per prendere congedo dal servizio. La statua raffigura una donna in piedi, forse Artemide, forse la stessa Nikandre o forse ancora una offerente senza alcun riferimento individuale; entrambe le mani presentano buchi da trapano, per una profondità di 6 mm, i quali contenevano probabilmente aggiunte in metallo, forse doni per gli dei o attributi che avrebbero aiutato, se conservati, nell'identificazione.

## Stile
La statua ha i capelli in stile dedalico che si dividono in due grandi masse e che si diffondono sulle spalle; le trecce sono articolate su tutti i lati con solchi verticali e orizzontali. Alta quanto un essere umano o poco più, ha uno spessore di soli 17 cm; è una composizione sbozzata sui quattro lati, ma i lati stretti sono così sottili che rendono la figura praticamente bidimensionale; la si potrebbe considerare un rilievo se la parte posteriore non avesse la stessa definizione formale di quella anteriore. Le braccia ed i piedi sono attaccati al busto e i piedi sono visibili sotto la gonna ma non ne fuoriescono. La sottigliezza e la grave erosione rendono i tratti del viso a malapena riconoscibili. E. Paribeni ricorda come questa «plasticità attenuata ed esangue» sia carattere costante nella produzione artistica di Nasso e di Thera. Altri, sulla base della planarità e della scultura grezza, sono arrivati a considerare Nikandre come un esempio di xoanon, statua di culto scavata nei tronchi di legno. È probabile infatti che una lunga tradizione di grandi sculture in legno si trovi dietro alla statua in marmo di Nikandre. Lo stesso tenone che serve a fissare la statua alla base sembra derivare da tecniche costruttive in legno. Le proporzioni sono conformi al canone maschile egiziano ed è probabile che sia stato l'intensificarsi dei contatti con la cultura egiziana, a partire dal 664 a.C. circa (ascesa al trono egiziano di Psammetico I), a provocare l'impulso di trasporre gli xoana in legno nel marmo locale; già precedentemente del resto, durante il periodo geometrico, i greci avevano modellato vasi funerari a misura d'uomo (Vaso del Dipylon) e non è difficile pensare che l'immagine di Era che doveva trovarsi sulla base in fondo all'Heraion di Samo fosse a grandezza naturale o più. La tradizione delle statue di culto in legno, quelle cui fanno riferimento le fonti letterarie, continuò per tutto il VII secolo a.C. I termini che venivano usati dai greci per questo tipo di statue erano xoanon, bretas o kolossos, termini non connessi originariamente alle dimensioni, ma alla forma, simile ad un pilastro, una colonna o un tronco di legno.

## Epigramma di Nicandre
Sopra il lato sinistro della gonna della statua, vi è un epigramma composto da tre esametri, con andamento bustrofedico (nella successiva trascrizione, il testo cambia verso quando ci sono le barre) e in alfabeto di tipo azzurro chiaro (secondo la classificazione di Kirchoff), che, traslitterato e diviso negli esametri, recita: 
| Νικάνδρη μ᾿ ἀνέθεκεν h͡εκηβόλοι ἰοχεαίρηι,             |
| ϙόρη Δεινο\|δίκή͜ο τô Ναhσίο, ἔhσοχος ἀλή͜ον,           |
| Δεινομένε͜ος δὲ κασιγνέτη, \| Φhράhσο δ᾿ ἄλοχος ν̣⟨ῦν⟩. |

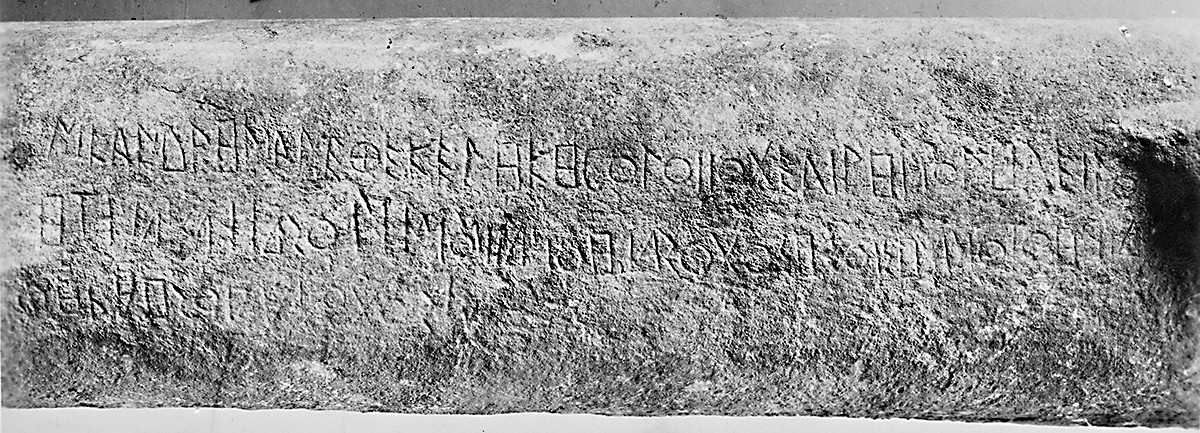
Epigramma di Nicandre.

Il cui significato è: "Nicandre mi ha dedicato per la lungisaettante arciera, figlia di Deinodiche la Nassia, preeminente sulle altre, sorella di Deinomene, e ora moglie di Phraxos.